# Шидакова, Патия Магометовна
Па́тия Магоме́товна Шида́кова (1 февраля 1930 — 28 марта 2013) — передовик советского сельского хозяйства, звеньевая колхоза «Красная звезда» Джамбулского района Джамбулской области Казахстана, Герой Социалистического Труда (1950).

## Биография
Родилась в ауле Учкулан Карачаевского района Карачаевской автономной области. По национальности — карачаевка. В 1943 году в десятилетнем возрасте Патия вместе со своей семьей была депортирована из Учкулана в Казахстан.
В 1944 году 14-летняя Патия начала работать на возделывании сахарной свёклы в колхозе «Красная звезда» Джамбулского района Джамбулской области Казахстана. Уже в 1948 году она возглавила в колхозе комсомольско-молодёжное звено, состоявшее из карачаевок. Данное звено под её началом получало высокие урожаи сахарной свёклы. Уже через год она получила рекордный урожай — 1206 центнеров сахарной свёклы с гектара на площади 3 га. Столь крупный урожай стал прецедентом в истории СССР и являлся примером для почитания и восхищения. Этот рекорд не побит и по сей день.
Указом Президиума Верховного Совета СССР от 15 июня 1950 года за выдающиеся достижения в выращивании свёклы ей было присвоено звание Героя Социалистического Труда с вручением ордена Ленина и золотой медали «Серп и Молот».
Выйдя замуж в 1952 года за Магомета Текеева, переехала вместе с ним в село Будённовка, где была принята в колхоз «Красный пахарь» и назначена звеньевой в одну из наиболее отстающих бригад. Вскоре после этого все 15 девушек-карачаевок, работавших в её звене, стали перевыполнять нормы выработки в 1,5—2 раза.
Патия Текеева неоднократно участвовала в республиканских и Всесоюзных сельхозвыставках, проходивших в Джамбуле и Москве. В 1957 году вернулась из мест депортации и работала на городском молокозаводе города Карачаевска.
С 1986 года — на пенсии, проживала в Карачаевске. Скончалась 28 марта 2013 года на 84-м году жизни. Соболезнования родственникам в связи с её кончиной выразил глава республики Рашид Темрезов.
29 марта 2013 года в Карачаевске состоялся траурный митинг, на котором слова соболезнования выразили руководство Карачаево-Черкесии, представители парламента республики, духовенства, общественных организаций, научного сообщества республики.

## Награды
- медаль «Серп и Молот» (15.06.1950)
- орден Ленина (15.06.1950)
- орден Трудового Красного Знамени (11.01.1957)
- медаль «За трудовую доблесть»
- медаль «За доблестный труд. В ознаменование 100-летия со дня рождения Владимира Ильича Ленина»
- медаль «Ветеран труда»